# Jean Dautriat
Œuvres principales
- Ouilla ! docteur...
- Le Bichon à fleurs

Jean Dautriat est un médecin et écrivain français, né le 14 février 1927 à Brioude, dans la Haute-Loire, et mort le 16 avril 2013 à Marseille. Il est connu pour son ouvrage Ouilla ! docteur....

## Biographie
Né à Brioude, dans la Haute-Loire, il vit à Saint-Étienne dès ses six mois lorsque sa famille s'installe dans la préfecture de la Loire.
Après ses études de médecine à Lyon, où il fait sa thèse sur la mortinatalité et la mortalité primaire des nouveau-nés, il travaille d'abord à la Caisse de secours minière de La Ricamarie. Il installe ensuite son cabinet de médecine générale dans cette commune. Il y exerce pendant 25 ans et réunit quantité d'anecdotes dont il se sert pour écrire un ouvrage intitulé Ouilla ! docteur..., dont la première édition sort en 1979 aux éditions Horvath. Avec un mélange d'humour et de tendresse, il évoque la population ricamandoise et stéphanoise, abordant leurs caractères, le parler gaga et l'accent local. L'ouvrage possède deux sous-titres: Un médecin au charbon sur la couverture, et Vingt-cinq ans de médecine minière et bon-enfant à La Ricamarie (Loire) à l'intérieur.
Ouilla ! docteur... obtient le Prix Sidoine-Apollinaire en 1979 et devient un grand succès de librairie dans la région de Saint-Étienne, au point d'être réédité de nombreuses fois. À partir de la 7e édition, publiée en 1996 par les Éditions Actes Graphiques de Saint-Étienne, l'ouvrage est illustré par Piem. Au total, plus de 75 000 exemplaires sont vendus. L'ouvrage est également adapté sur scène par Philippe Ayanian et Alexis Hénon, qui réunit 36 000 spectateurs en trois ans. La 12e édition, publiée en 2015, propose un CD avec une version audio.
Le docteur Jean Dautriat publie par la suite un autre ouvrage en 1982, Le Bichon à fleurs, qui ne connaît pas autant de succès, mais qui connaît quand même une deuxième édition en 2001 sous le titre Vous m'en direz tant ! avec des illustrations de Clof. D'un point de vue médical, il exerce aussi aux houillères de Gardanne, comme médecin-chef du Centre midi, puis il s'installe à Saint-Étienne pour la fin de sa carrière professionnelle.
Il meurt le 16 avril 2013, à l'âge de 86 ans.

## Publications
- Ouilla ! docteur..., Horvath, 1979
6 rééditions
- Le Bichon à fleurs, Horvath, 1982
1 réédition sous le titre Vous m'en direz tant !